# 신동입석
신동입석(新洞立石)은 대한민국 경상북도 칠곡군 지천면 창평리에 있는 입석이다. 1972년 12월 29일 경상북도의 기념물 제29호로 지정되었다.

## 개요
입석은 다른 말로 선돌이라고 부르는데, 고인돌과 함께 청동기시대에 살았던 사람들의 생활상을 알 수 있는 유물이다. 일반적으로 땅 위에 한 개 또는 몇 개의 큰 돌기둥을 세운 형태를 하고 있는데, 당시 부족간의 경계표시 또는 신앙의 대상이 되는 기념비의 성격을 지니고 있다.
경상북도 칠곡군 지천면 창평리 산103번지에 있는 이 선돌의 재질은 사암으로 높이 4.5m, 밑둘레 2m 장방형입석으로 우리나라에 남아 있는 것으로는 가장 큰 것으로 알려져 있다.
선돌에는 '나무아미타불'이라는 글씨가 새겨져 있는데, 이것은 불교가 들어온 이후에 새긴 것으로 보이며 선돌 자체는 훨씬 이전의 것으로 보인다. 선돌의 동쪽 주위를 개간할 때 민무늬토기, 돌그릇 등이 발견된 바 있어 청동기시대에 세워진 것으로 추정된다.

## 참고 문헌
- 신동입석 - 국가유산청 국가유산포털